# Lapenche
Lapenche település Franciaországban, Tarn-et-Garonne megyében. Lakosainak száma 282 fő (2022. január 1.). Lapenche Belfort-du-Quercy, Caussade, Cayriech, Montalzat és Puylaroque községekkel határos.

## Népesség
A település népessége az elmúlt években az alábbi módon változott:
| Lakosok száma | 254  | 265  | 274  | 276  | 281  | 284  | 289  | 290  | 282  |
|               | 2013 | 2015 | 2016 | 2017 | 2018 | 2019 | 2020 | 2021 | 2022 |